# Tanque (banda)
Tanque es una banda ecuatoriana de punk, fundada en 1996. Su fundador, Xavier Muller, es guitarrista, cantante, productor, ingeniero de sonido y artista plástico. Además compuso la banda sonora de la película ecuatoriana Esas no son penas de 2006.

## Trayectoria
La agrupación es fundada en 1996 por Sebastián Burbano y Xavier Muller, sumándose luego Juan Fernando Muñoz y Miguel Elasmar, con quienes realizan sus primeros shows autogestionados en la ciudad de Quito. En 1999 su tema "Tamme" es incluido en la película Ratas, ratones y rateros de Sebastián Cordero.
En el año 2000 lanzan su álbum debut, El pank de cada día. En 2002 ofrecen un show gratuito para la filmación de la película Alegría de una vez, de Mateo Herrera.
En 2003 es una de las bandas debutantes de la primera edición del festival Quito Fest, volviendo a participar del mismo en 2005 y 2012. En 2007 editan su segundo álbum Hasta la muerte de su titular. En 2015, tras una pausa de los escenarios se reencuentran en el Festival FFF de Ambato y en la tercera edición del festival independiente El Carpazo.

## Discografía
- El pank de cada día (2000)
- Hasta la muerte de su titular (2007)